# Савченко Юрій
Савченко Юрій (* 1908), літературознавець і критик родом з Полтавщини, науковий співробітник Інституту Шевченка в Харкові. Автор статей про сучасних письменників, «Дещо з історії могили Т. Шевченка» (1929), редактор творів Квітки-Основ'яненка. 1934 заарештований і засланий; подальша доля невідома.